# Семирамида
 Тази статия е за митичната владетелка.  За операта на Росини вижте Семирамида (опера).  
Семирамида е митична владетелка на Асирия, чийто образ присъства в различни европейски легенди. Някои изследователи свързват представата за нея с действително съществувалата Шамурамат, съпруга на асирийския владетел от 9 век пр.н.е. Шамши-Адад V.
Семирамида присъства в множество антични легенди, включително тези, предадени от Диодор Сицилийски, Марк Юниан Юстин и Ктезий. На нея се приписват множество различни паметници в Близкия изток, произходът на които не е известен. Сред тях са и Висящите градини на Вавилон, наричани също Висящи градини на Семирамида, едно от Седемте чудеса на античния свят.